# Новий Світ (Львів)
Нови́й Світ (На Ба́йках) — місцевість у Франківському районі міста Львова. Обмежена з півдня залізничною колією на Кульпаркові, із заходу — вулицею Героїв УПА, зі сходу — Княгині Ольги та Сахарова, з півночі — Бандери. З кінця XIX — початку XX століття Новий Світ — елітний район Львова.

## Походження назви
Історики по-різному трактують назву «На Байках». Проте виділяються дві найпоширеніші версії:
- Назва пов'язана з природними особливостями цієї заболоченої території: Мочари-Баюри-Байки.
- Назва походить від рельєфу: На балках — На байках.

## Історія
Колись одне з приміських сіл Львова, вже у XVI столітті згадується як львівське передмістя. Але ще у 1860-х роках тоді вже міська дільниця «Новий Світ», основою якої були Байки, мала сільський вигляд. Її жителі займалися садівництвом та городництвом (звідси колишня назва вулиці Антоновича — Садівницька), мулярством (звідси колишня назва вулиці Єфремова — Мурарська).
У 1870 році львівський магістрат упорядкував назви вулиць та ввів нумерацію будинків і ділянок.
У 1890-х роках дільницю зі сходу почали освоювати архітектори професор Юліан Захаревич та Іван Левинський, які створили тут один із найгарніших куточків Львова, який тривалий час мав назву Кастелівка. Понині зберігається планування вулиць та комунікацій, створене за задумом цих відомих архітекторів. Із заходу Байки почав забудовувати підприємець Юзеф Франц, коштами якого було прокладено нинішню вулицю Коновальця. Тому ця частина дільниці звалася Францівкою. Тут розташовувалися фабрика будівельних матеріалів Івана Левинського та гіпсове підприємство братів Франців.
Наприкінці XIX століття на Новому Світі була найдорожча у Львові нерухомість. 18 січня 1907 року від «Віденської кав'ярні» (проспект Свободи) сюди прокладено лінію електричного трамваю. Проте після цього вартість тутешньої землі впала у ціні вдвічі.
У 1920—1930-х роках район знову став популярним для будівництва вілл. Зокрема, свій маєток тут спорудив художник Іван Труш. Тоді район забудовувався у стилі функціоналізму, вілли споруджували посеред зелених насаджень, що було в дусі модної тоді ідеї міста-саду. У польський період місцевість була виділена в окрему дільницю «Новий Світ».
На час німецької окупації дільниця «Новий Світ» була виділена для проживання виключно арійського населення, попри те, що в районі сучасного палацу спорту «Україна» був влаштований концтабір для радянських військовополонених.
Після встановлення радянського режиму забудова місцевості була точковою, а на околиці місцевості був збудований завод «Кінескоп», а трохи далі — Львівський завод телеграфної апаратури. Після другої світової війни місцевість стала основою нового Радянського району (нині — Франківський район) м. Львова.
У 2006 році оператор мобільного зв'язку «djuice» переобладнав трамвайну зупинку «Вулиця генерала Чупринки» на перший в Україні bluetooth-портал.

## Важливі споруди
- Франківська районна адміністрація ЛМР;
- Національний лісотехнічний університет України;
- Навчально-науковий інститут сталого розвитку імені В'ячеслава Чорновола Національного університету «Львівська політехніка»;
- Міжнародна школа «Lviv British School» м. Львів»;
- Державний інститут проектування міст «Містопроект»;
- Палац спорту «Україна»;
- Спортивно-розважальний комплекс «Медик»;
- Львівський інститут патології крові та трансфузійної медицини НАМН України;
- КНП ЛОР «5-та міська клінічна лікарня»;
- КНП ЛОР «Львівський обласний лікарсько-фізкультурний диспансер»;
- КЗ ЛОР «Львівський обласний комунальний шкірно-венерологічний диспансер № 1»;
- Гінекологічні відділення комунальної 3-ї міської клінічної лікарні м. Львова;
- Лінійний цех міського центру телекомунікацій львівської філії АТ «Укртелеком»;
- Львівський державний нотаріальний архів.

## Сакральні споруди
- Церква святого Климентія папи (УГКЦ; вул. Чупринки, 70);
- Церква святого Йосифа Обручника (УГКЦ; вул. Залізняка, 11);
- Свято-Троїцька церква (УПЦ МП; вул. Антоновича, 100);
- Студентський храм Рівноапостольного князя Володимира (УГКЦ; вул. Природна, 8а);
- Дім молитви церкви ЄХБ «Нове життя» (автономної) (ЄХБ; вул. Залізняка, 21).

## Світлини

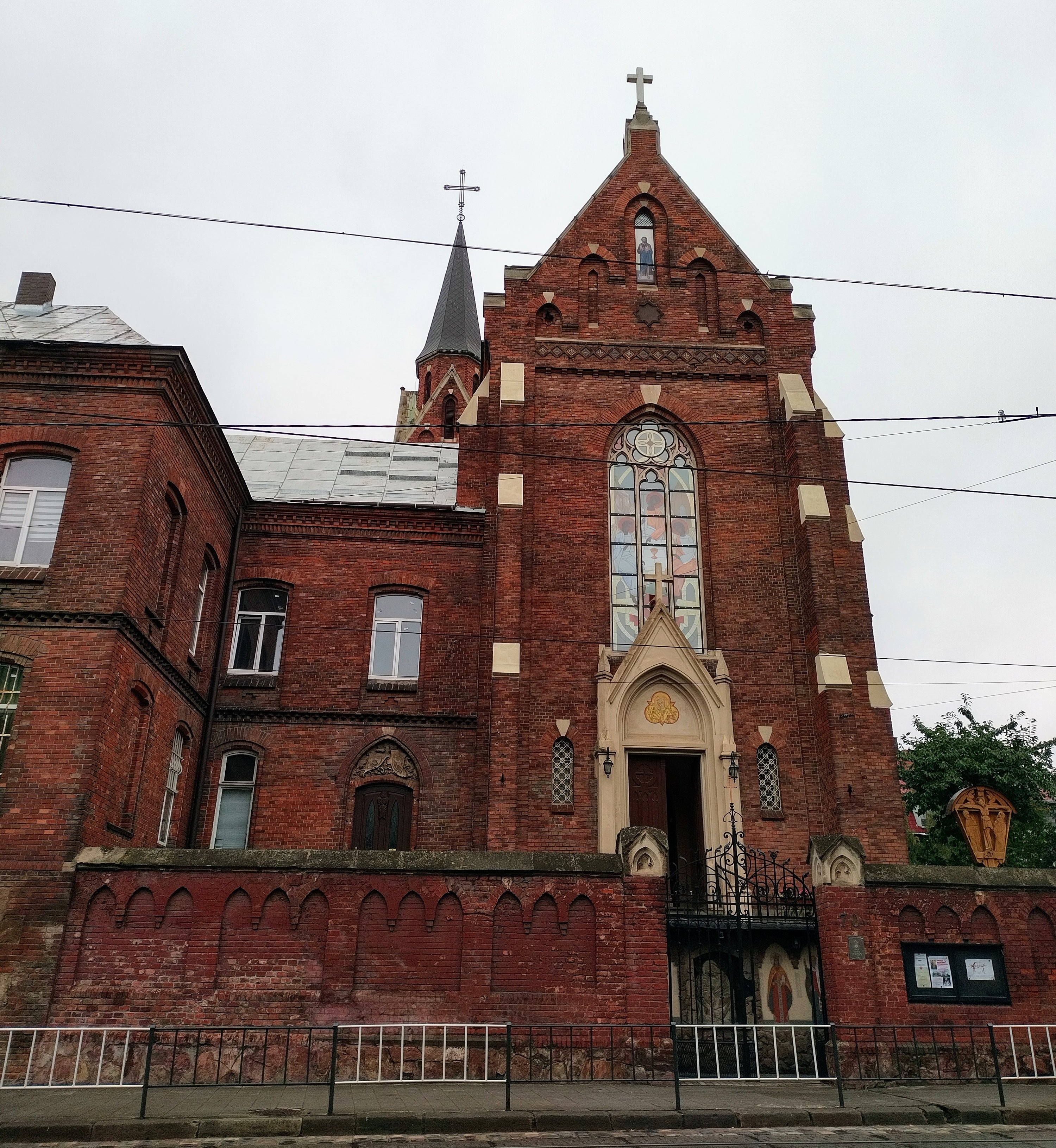
Церква Святого Климентія папи
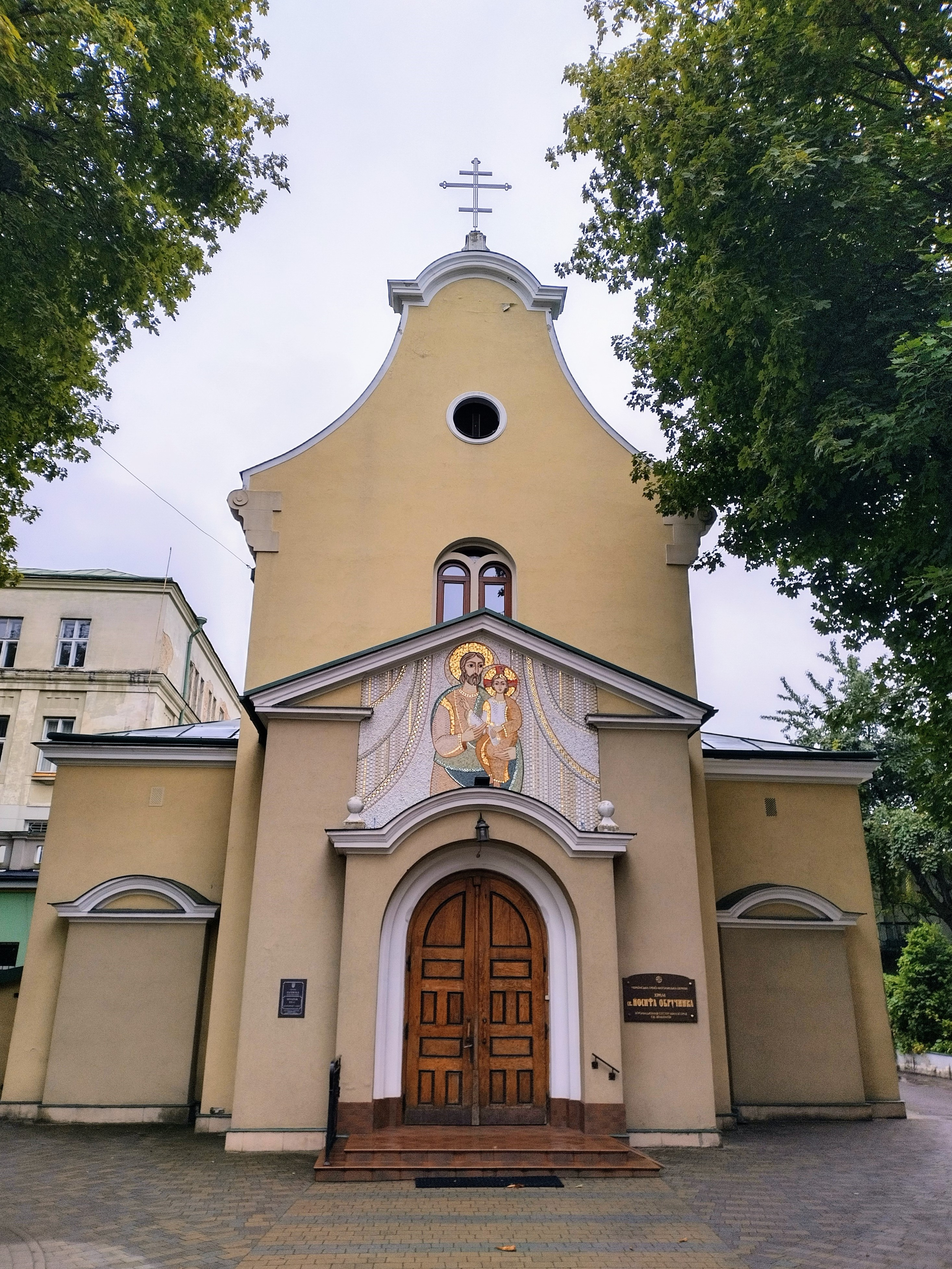
Церква святого Йосифа Обручника
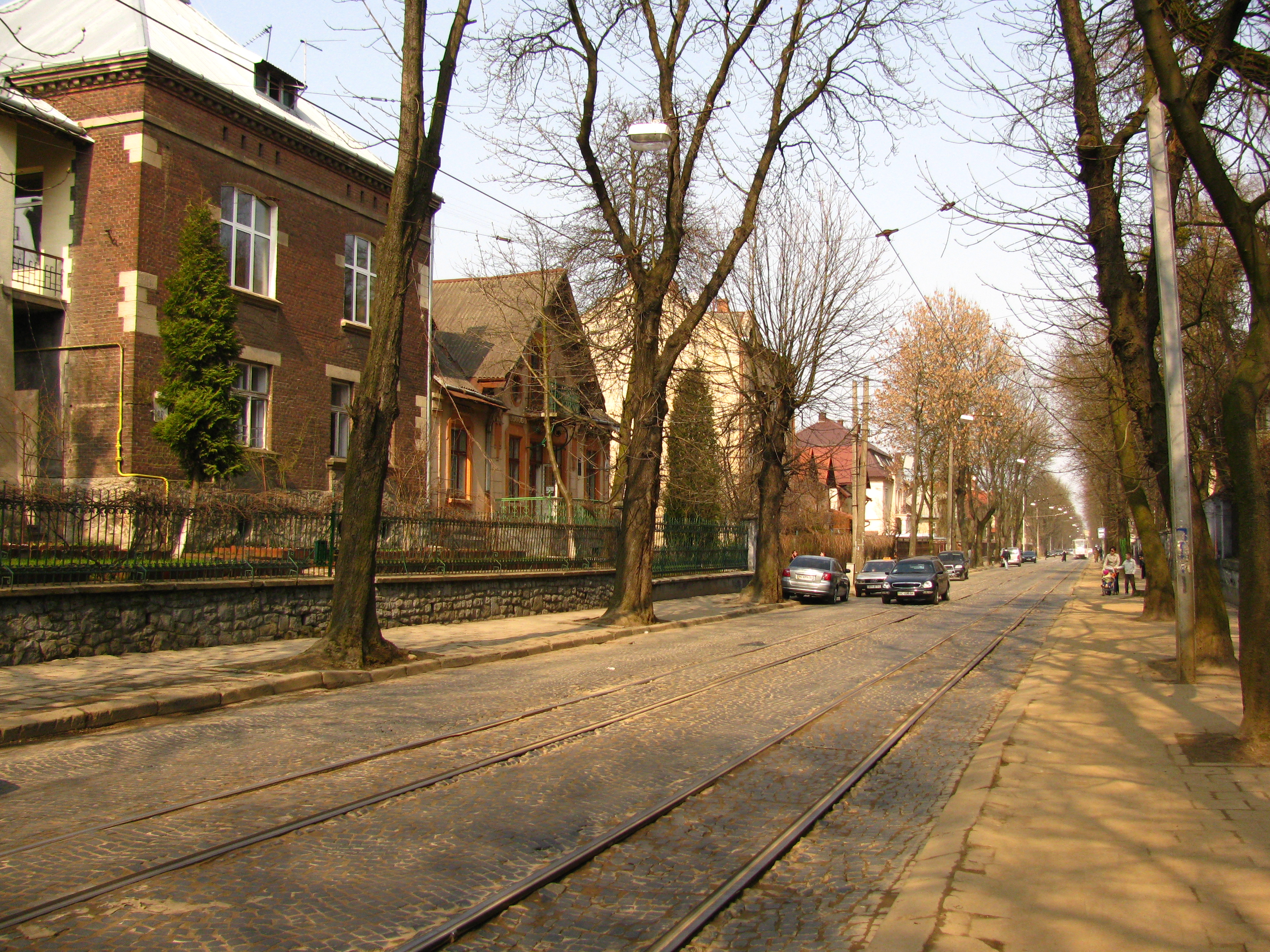
Вулиця Коновальця
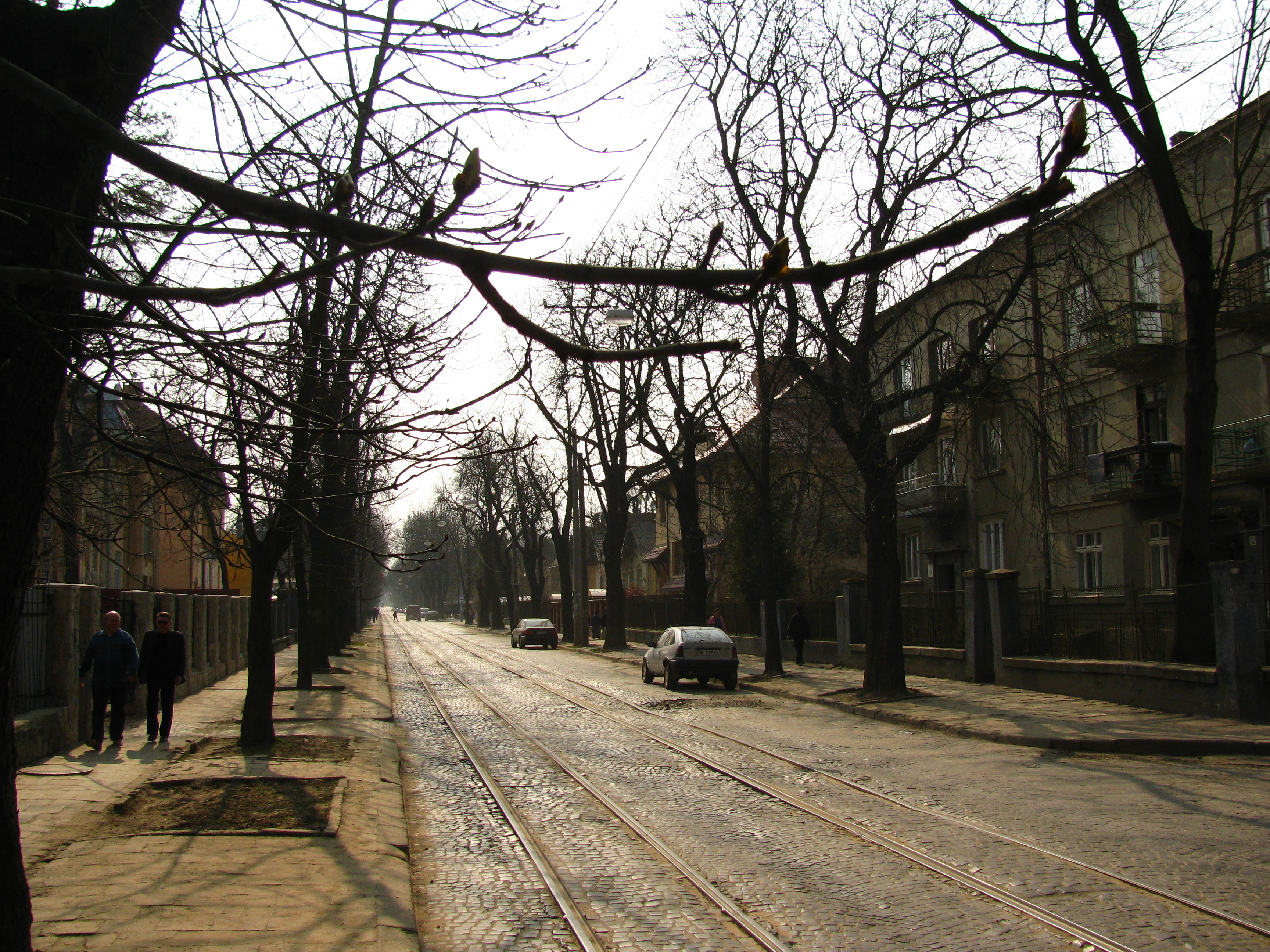
Вулиця Коновальця
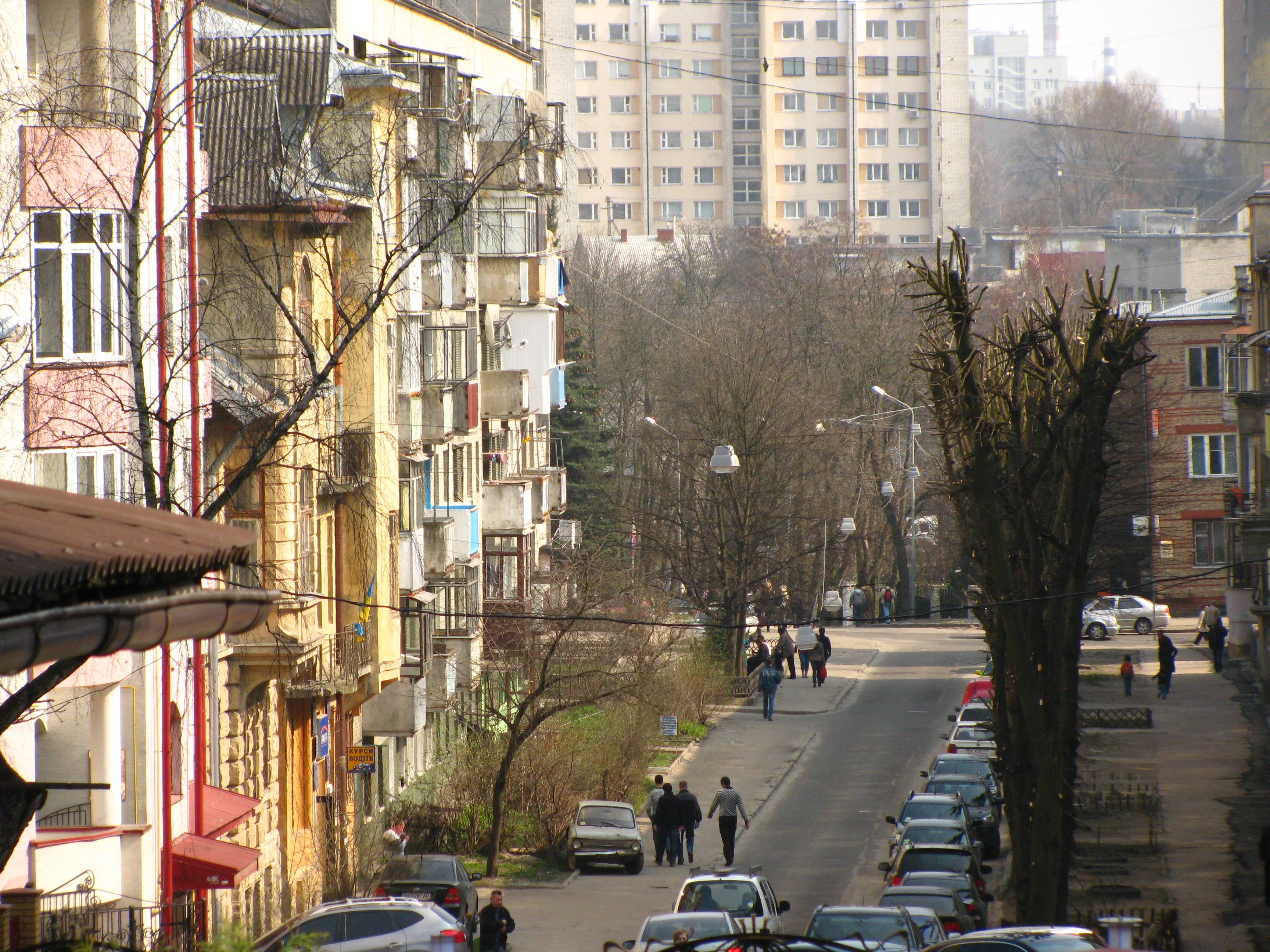
Вулиця Конотопська